# ملعب أبوستولوس نيكولايديس
ملعب أبوستولوس نيكولايديس هو ملعب كرة قدم متعدد الأغراض يقع في اليونان، يتسع لـ 16003 متفرج. تم افتتاحه في 1922.

## معرض صور

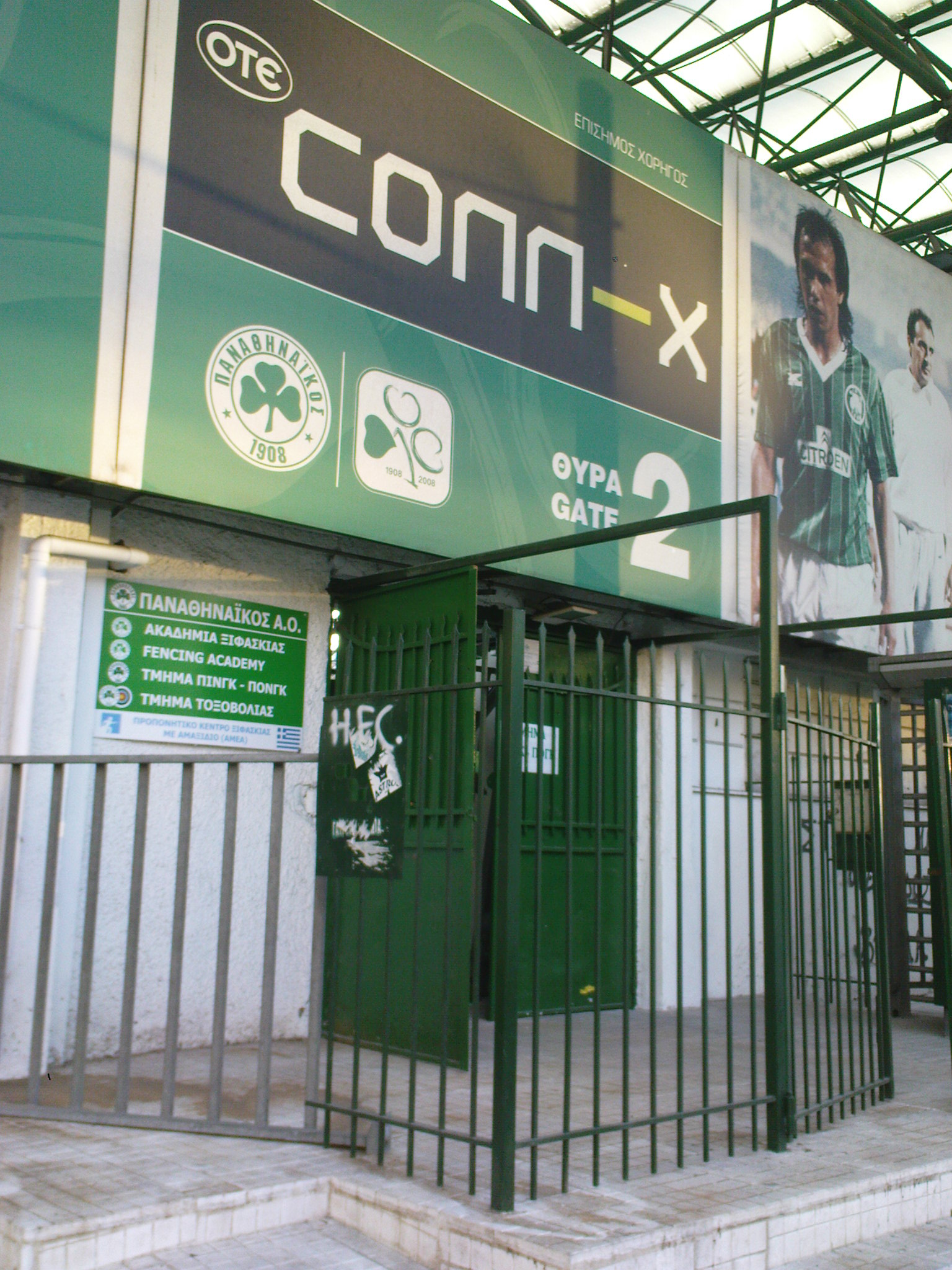
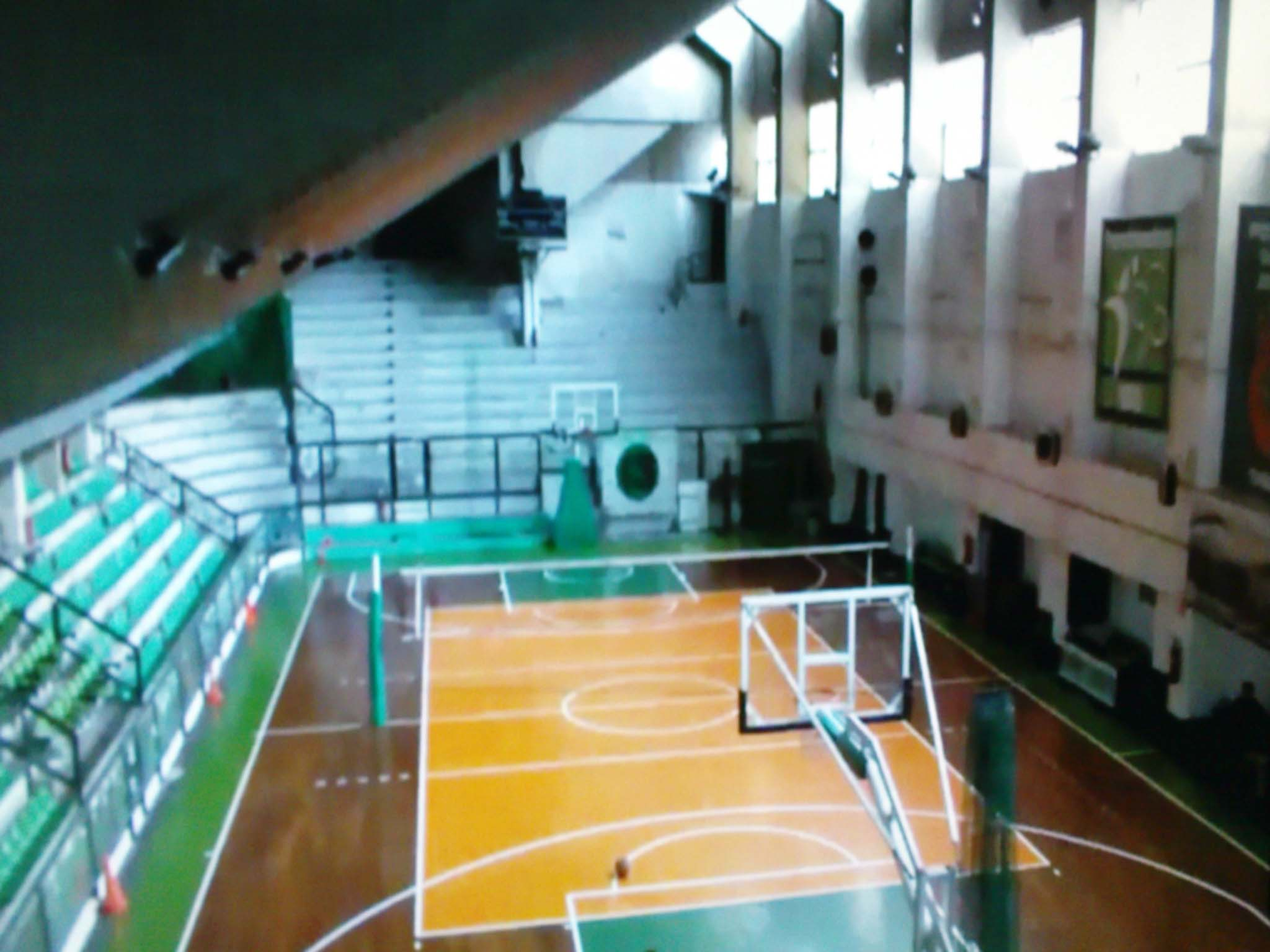
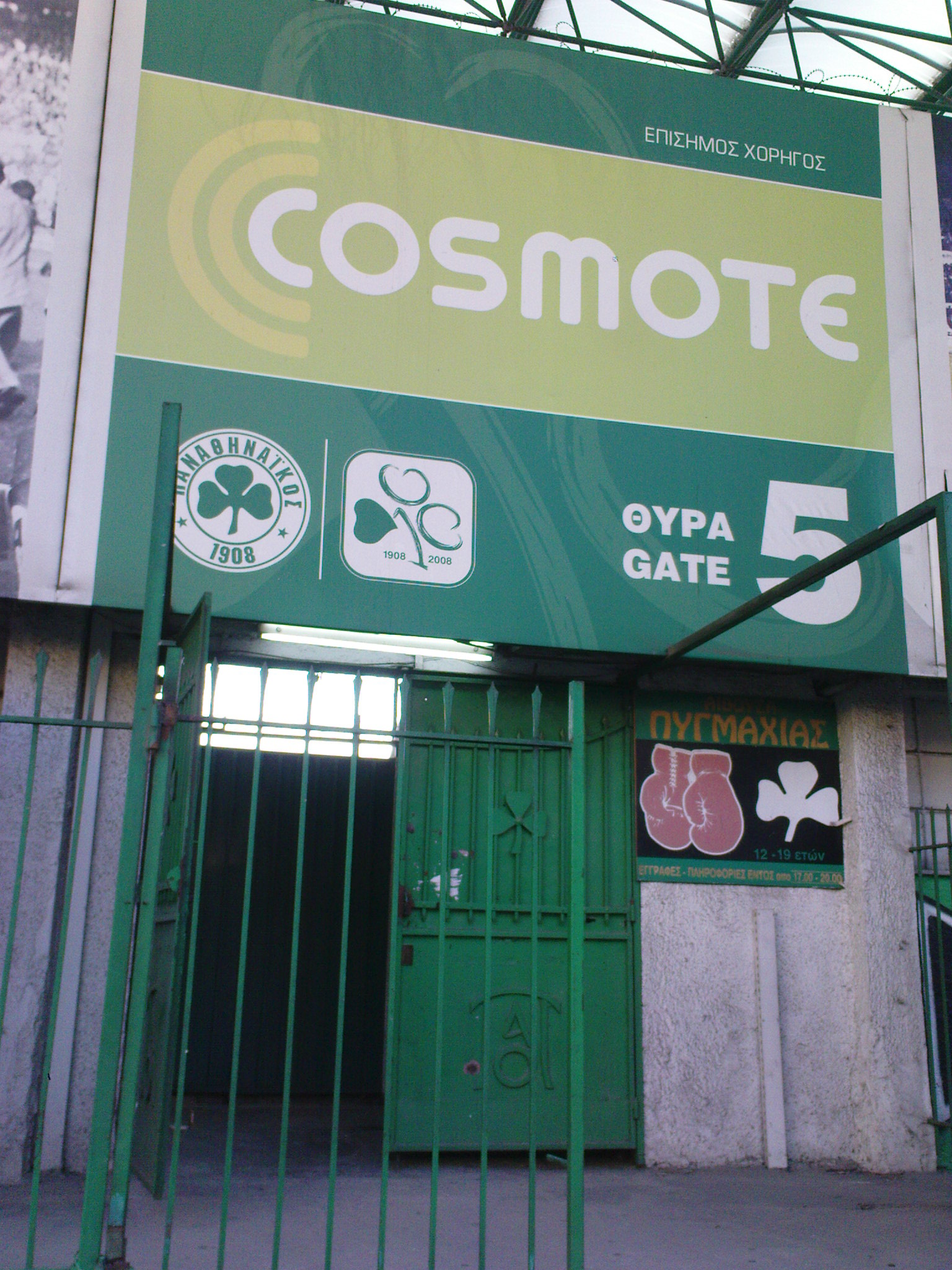
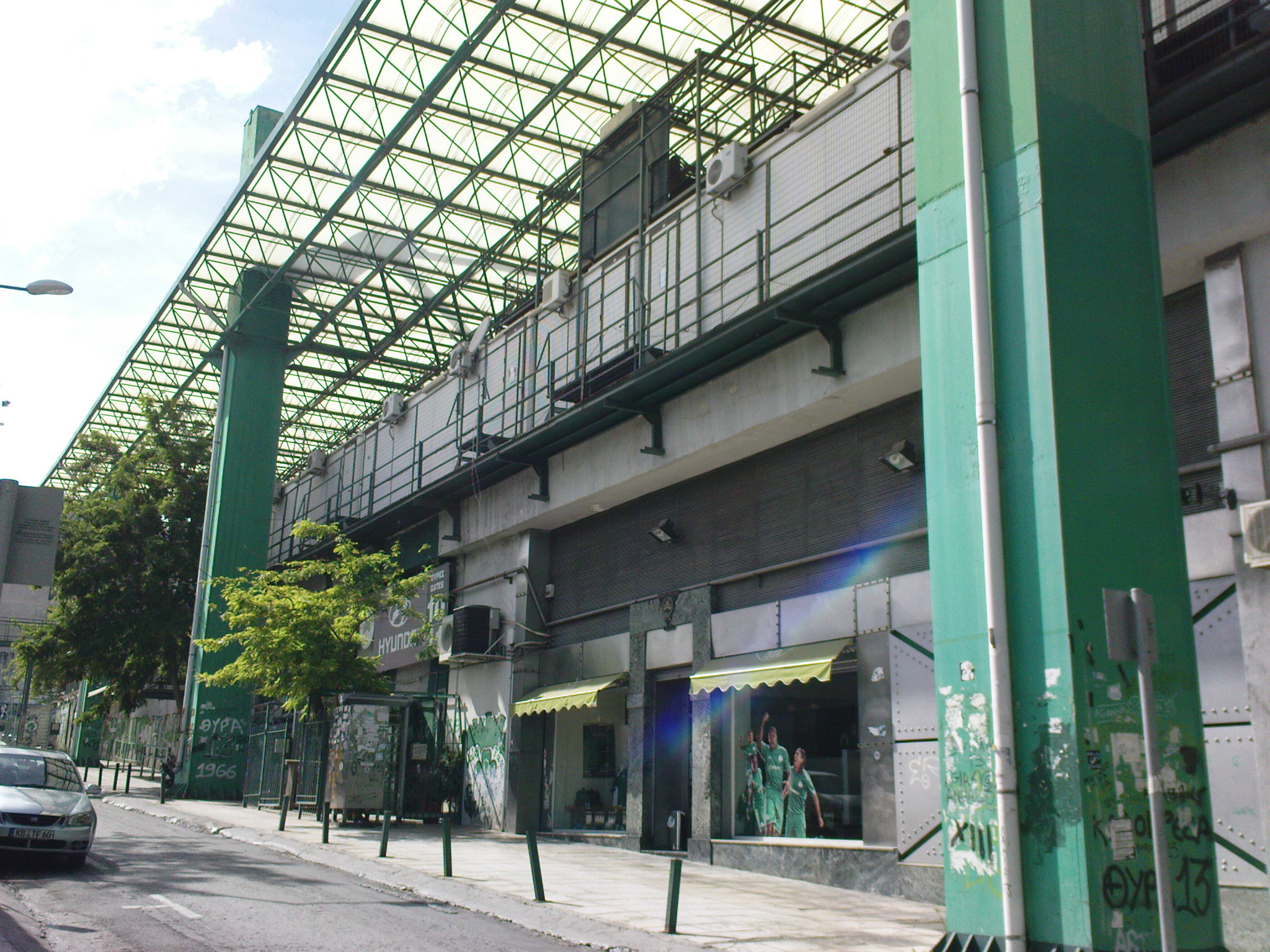